# Тарнувка (гміна Домб'є)
Тарнувка (пол. Tarnówka) — село в Польщі, у гміні Домб'є Кольського повіту Великопольського воєводства.
Населення — 169 осіб (2011).
У 1975—1998 роках село належало до Конінського воєводства.

## Демографія
Демографічна структура станом на 31 березня 2011 року:
|          | Загалом | Допрацездатний вік | Працездатний вік | Постпрацездатний вік |
| -------- | ------- | ------------------ | ---------------- | -------------------- |
| Чоловіки | 83      | 18                 | 58               | 7                    |
| Жінки    | 86      | 20                 | 44               | 22                   |
| Разом    | 169     | 38                 | 102              | 29                   |